# میر سید علی (نقاش)
میر سید علی، (زادۀ هرات) نگارگر ایرانی در مکتب تبریز دوم است. او بعد از اینکه از طریق همایون شاه به هند مهاجرت کرد، هنر نگارگری ایرانی را نیز به آنجا برد و مسئولیت ارتقای سبک نگارگری گورکانی در زمان اکبر شاه را داشت.

## سفر میرسیدعلی به هند
نصیرالدین همایون فرزند بابر از پادشاهان سلسلۀ بابریۀ هند، در طول سفر یکساله خود به ایران که در دربار شاه تهماسب پناهنده شده بود، از شاه اجازه خواست تا میرسیدعلی را با خود به هند ببرد ولی شاه تهماسب موافقت نکرد، اما این هنرمند به همراه دیگر هنرمند ایرانی عبدالصمد شیرین‌قلم دریافته بودند که اگر به هند بروند مورد توجه و احترام همایون‌شاه قرار خواهند گرفت. هر دو در افغانستان به خدمت همایون شاه رسیدند، اما همایون در کابل نفوذ گسترده‌ای نداشت تا اینکه به دهلی بازگشت.
همایون در دهلی در محوطۀ قلعه‌کهنه (پورانا قلعه) کتابخانه‌ای ساخت که مرکز و مرجع ادیبان و هنرمندان و عالمان دربارش بود، کارهای هنری نیز تحت ریاست میرسیدعلی دراین محل تمرکز یافت.
همایون پسرش اکبرشاه را تشویق می‌کرد تا در مکتب میرسیدعلی نقاشی را فراگیرد و خود نیز همراه فرزند تحت تعلیم استاد که در این زمان پیر شده بود قرار گرفت.